# Лорензо (Техас)
Лорензо (англ. Lorenzo) — місто (англ. city) в США, в окрузі Кросбі штату Техас. Населення — 964 особи (2020).

## Географія
Лорензо розташоване за координатами 33°40′13″ пн. ш. 101°32′10″ зх. д. / 33.67028° пн. ш. 101.53611° зх. д. (33.670340, -101.536078).  За даними Бюро перепису населення США в 2010 році місто мало площу 2,47 км², уся площа — суходіл.

## Демографія
Згідно з переписом 2010 року, у місті мешкало 1147 осіб у 421 домогосподарстві у складі 298 родин. Густота населення становила 464 особи/км².  Було 508 помешкань (206/км²).
Расовий склад населення:
| - 75,5 % — білих - 5,5 % — чорних або афроамериканців - 0,7 % — корінних американців - 16,7 % — осіб інших рас |

До двох чи більше рас належало 1,6 %. Частка іспаномовних становила 59,0 % від усіх жителів.
За віковим діапазоном населення розподілялося таким чином: 32,1 % — особи молодші 18 років, 53,3 % — особи у віці 18—64 років, 14,6 % — особи у віці 65 років та старші. Медіана віку мешканця становила 33,2 року. На 100 осіб жіночої статі у місті припадало 94,4 чоловіків;  на 100 жінок у віці від 18 років та старших — 90,0 чоловіків також старших 18 років.
Середній дохід на одне домашнє господарство  становив 56 935 доларів США (медіана — 36 667), а середній дохід на одну сім'ю — 55 677 доларів (медіана — 36 944). Медіана доходів становила 36 563 долари для чоловіків та 28 333 долари для жінок. За межею бідності перебувало 22,2 % осіб, у тому числі 32,4 % дітей у віці до 18 років та 6,8 % осіб у віці 65 років та старших.
Цивільне працевлаштоване населення становило 469 осіб. Основні галузі зайнятості: освіта, охорона здоров'я та соціальна допомога — 26,4 %, сільське господарство, лісництво, риболовля — 11,3 %, будівництво — 10,7 %.